# Т-11 (парашут)

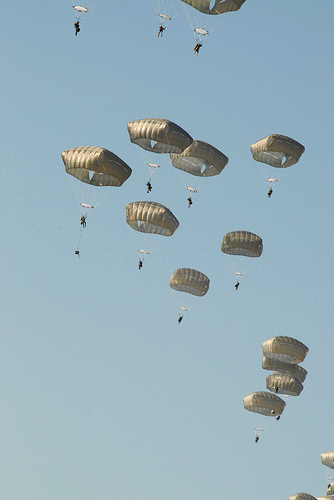
Парашутисти використовують T-11

T-11 — американська десантна парашутна система (ПС), розроблена фірмою «Пара-Флайт». Прийнято на постачання до ЗС США для заміни застарілої ПС Т-10.
Купол T-11 має квадратну форму. Хрестоподібні поля купола загорнуті всередину так, щоб забезпечити більшу аеродинамічну стійкість несучої поверхні, для зменшення ймовірності схлопування куполу в польоті. Купол T-11 розкривається повільніше, що знижує динамічний удар при розкритті. Збільшена на 28%, порівняно з T-10, площа куполу дозволила зменшити швидкість зниження вантажу або парашутиста. Так, для вантажу масою 175 кг швидкість зниження дорівнює 5,8 м/с, що еквівалентно падінню з 1,5-метрової висоти.

## Характеристики ПС T-11
- Імовірність нормального функціонування основного парашута: не менше 95%
- Гальмівна площа: 115 м²
- Маса: 16,6 кг
- Максимальна маса парашутиста з обмундируванням: 180 кг
- Приладова швидкість десантного судна: до 278 км/год
- Максимальна висота: 7600 м
- Мінімальна висота: 150 м
- Запасний парашут:[1]: T-11R, конусоподібний купол. Маса: 6,7 кг
- 28 строп довжиною 6,4 м
- 2 керуючі стропи для розвороту по азимуту
- Термін служби: 16,5 років.

## Історія
З 1990-х років ЗС США планомірно проводять роботи по програмі англ. ATPS (Advanced Tactical Parachute System).
В 2005 р., після додаткових випробувань було обрано систему, засновану на базі прототипу MTR-1C американської фірми «Пара-Флайт». Конкурентну систему від британської фірми «Ірвінг аероспейс» було відкинуто.
В 2009 р. 75-й полк рейнджерів перший отримав парашутні системи T-11. Передбачається, що заміна застарілих ПС T-10 на T-11 потребуватиме близько 15 років.
В 2011 р. армія США тимчасово призупинила використання всіх T-11 через інциденти. Розслідування показало, що потенційними проблемами є укладання парашута, а також контроль якості T-11. До завершення розслідування експлуатацію всіх T-11 призупинено. Эксплуатація Т-11 була продовжена з 4 серпня 2011 року.

## Ресурси Інтернету
- http://www.siliyan.ru/archives/3257
- http://www.popmech.ru/article/5877-plavnyiy-spusk/
- Закордонний військовий огляд № 10 за 2007 р.
- Фото 1 (в повітрі)
- фото 2 (в повітрі)
- фото 3 (на солдаті)
- фото 4 (на солдаті)
- фото 5 (розкривання куполу).

## Виноски
1. ↑   Розроблено британською фірмою «Ірвінг».
2. ↑  FayObserver.com — Army suspends use of new T-11 parachutes after Bragg accident. Архів оригіналу за 14 липня 2011. Процитовано 17 лютого 2015. [Архівовано 2011-07-14 у Wayback Machine.]
3. ↑   — Army lifts T-11 parachute suspension